# 猫山王中王
《猫山王中王》（英語：The King of Musang King）是由新加坡导演梁智强执导的新加坡贺岁华语喜剧剧情片，电影以猫山王和榴梿种植业者为主要题材，于2023年1月21日（除夕）在新加坡上映，马来西亚则于2023年1月22日（大年初一）正式上映。

## 演员阵容

### 主要演員
| 演員姓名 | 角色名稱 | 介紹 |
| 梁智强   | 王茂山   |      |
| 李国煌   | 王金水   |      |
| 杨雁雁   | 刘美莲   |      |
| 程旭辉   | 阿辉     |      |
| 容启航   | 阿良     |      |
| 陈俊权   | 傻豹     |      |
| 张水蓉   | 水梅     |      |
| 朱健美   | 大姐     |      |

### 特别出演
| 演員姓名       | 角色名稱   | 介紹 |
| 黄铭德         | 黄铭德     | 昵称：铭德 本色出演，角色原型为富豪父亲的儿子。最后也帮忙了水梅一家种植了榴莲树。有暗恋水梅(马来西亚版)。 |
| 王骏           |            | |
| 庄雪梅         |            | |
| Tomato Odd     | 网红       | |
| 丘世伟（尾尾） | 铭德的助手 | 帮忙铭德和水梅搬货的人                                                                                    |

## 制作

### 选角
由于原定男主生病无  法参与拍摄，导演梁志强在时间紧迫的情况下顶替该男主上阵。其中，张水蓉和黄铭德的参与，也是因应梁志强在Facebook直播询问关于这部电影可以找哪位知名网红歌手参与，而获得的结果。

### 主体拍摄
本片以猫山王和榴梿种植业者为题材。电影的主体拍摄于2022年9月在马来西亚彭亨州拍摄，拍摄地点包括盛产榴莲的劳勿（Raub）、文冬（Bentong）与加叻（Karak）。